# Микулинецький замок
Микулинецький замок — кам'яний замок знаходиться в смт Микулинці, Тернопільської області, на відстані 23 км від Тернополя. Замок має вигляд квадрата з довжиною стін 75 метрів і товщиною оборонних мурів — 2 метри. На 3-х кутках замку височать круглі вежі, які мали 3 яруси з бійницями для гармат. Із західного боку, де оборонні мури додатково захищені глибоким ровом, замок мав в'їзну браму із звідним мостом. Ще один в'їзд у замок зі східного боку. Всередині фортеці були житлові будинки, а під ними льохи і підземні ходи.

## Заснування
Про Микулинці (під назвою Микулин) ще в 1096 р. згадав у своєму «Повчанні дітям» великий князь київський Володимир Мономах. Село заснували ченці, які збудували у цій місцевості церкву святого Миколая, звідси воно отримало свою назву. У княжі часи населення Микулина було зобов'язане утримувати дружину теребовлянського князя, а в 1387 р. містечко захопили поляки.
Кам'яний замок розпочали будувати лише у 1550 р. за наказом тодішньої власниці Микулинець Анни з Йорданів, дочки гетьмана короного Миколая Сенявського (володаря Бережанського замку), дружини краківського каштеляна і королівського підскарбія Спитка Йордана. Як придане їхньої дочки Зофії, фортеця перейшла до родини шляхтичів Зборовських, а потім — Конецпольських.
Повз Микулинці пролягав загарбницький татарський шлях, і ординці нападали на містечко мало не щороку. На стінах фортеці досі видно сліди від смоли, яку захисники виливали на голови войовничим степовикам. Також, за переказами місцевих жителів, для захисту давні мешканці містечка збудували підземний хід аж до Теребовлі, завдовжки 9 км. Входи до підземель можна побачити й досі, але пройти ними далеко не можна, бо вони завалені. У часи Хмельниччини фортецю руйнували козаки, та власники знову і знову її відновлювали.

## Облога 1675 року

Всередині мурів

Особливо відзначилися Микулинці в 1675 р., коли місцева залога в розмірі кількох сотень чоловік витримали 15-денну облогу турецького війська. Захисники мали обмаль зброї, але відбивали всі напади османів. Тоді турки вирішили підкопатися під фортецю. Вони підрили прохід під одну з веж, заклали туди вибухівку і підірвали. Вежа впала, та завдала вона шкоди не оборонцям, а нападникам. Пролом вдалось закрити, проте шансів вистояти не було. Тож захисники пішли на угоду з турками. За капітуляцію і викуп турки пообіцяли відпустити всіх, хто був у фортеці, на волю, а 30 заручників передати від себе. Проте, заволодівши твердинею, османи повбивали всіх чоловіків. Жінок і дітей забрали у рабство.
Микулинці занепали, проте, до кінця XVII ст. Микулинецький замок був одним з найголовніших фортів Речі Посполитої на її південно-східному порубіжжі і втратив свою військову оборонну значущість лише після відбиття Кам'янця в турків.

## Занепад замку

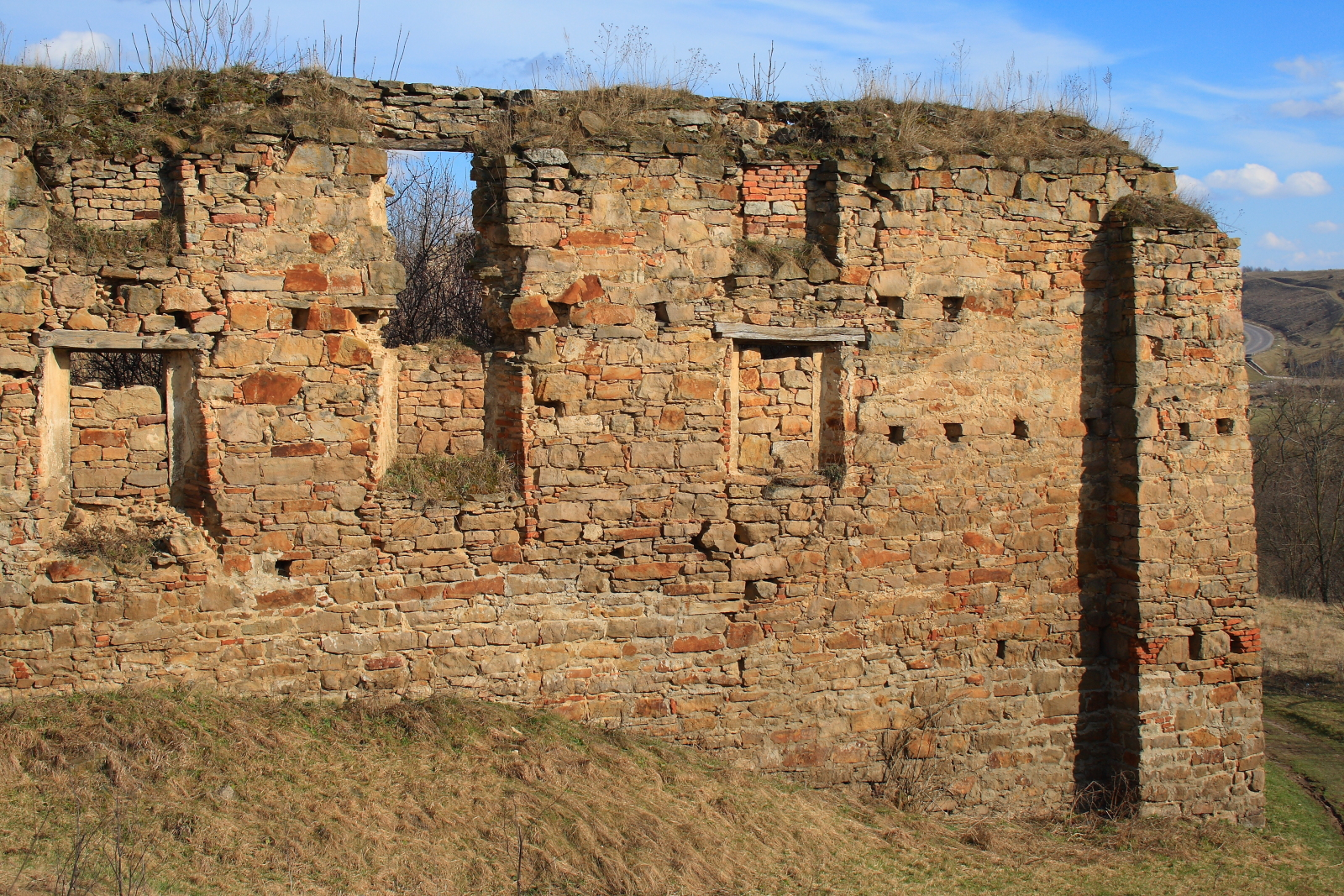
Західна стіна Микулинецького замку

У І-й половині 18 ст. Микулинці належать Сєнявським, потім — Любомирським. З II половини того ж століття місто — власність найбагатшого магнатського роду Потоцьких. Саме тоді розпочинається поступовий, але незворотний занепад замку, як оборонної фортеці. Микулинецький замок за володарювання Потоцьких перетворюється на панське житло.
На початку XIX століття, замок купує австрійський барон Ян Конопка, котрий у 1815 році відкриває в приміщенні замку власну суконну фабрику. Для цього він здійснив перебудову замкового комплексу, замість вузьких бійниць в стінах пробив великі вікна (їх ряд видно й досі). Цими нововведеннями остаточно порушивши фортифікаційність споруди. Але з часом виробництво підприємливого барона збанкрутіло, і замок спорожнів. З того часу він не відбудовувався і ним ніхто не цікавився. Фактично замок був залишений на самознищення.

## XX століття
У 1920-х роках замком володіла графиня Юзефа Рей. У неї була улюблена служниця, яка не лише прислуговувала графині, але й допомагала їй ввести домашнє господарство, бо була писемною. Графиня колись взяла на виховання до себе цю сільську дівчинку, яка була сиротою. Коли Анна виросла і вирішила одружитися, то стара графиня, щоб не розлучатися із улюбленою покоївкою запропонувала їй із чоловіком жити разом із нею допоки молоде подружжя не збудує власну хату. Юзефа Рей навіть виділила деякі будівельні матеріали для будівництва цього житла, але здійснитися омріяному не судилося. Розпочалася війна, і чоловік Анни був змушений піти на фронт, залишивши дружину із двома малюсінькими дітлахами на руках. З фронту він так і не повернувся. Навічно забрала війна і рідного сина графині. Від тифу загинула графська дочка, поховавши її, через деякий час померла і сама Юзефа Рей. З того часу, замок і його приміщення перейшли у розпорядження Анни, бо інших спадкоємців у цієї родини не було.
Коли Микулинці захопили німецькі війська, то за старезними замковими мурами розмістилися танки, а в самому замку квартирували солдати. За радянських військ в Микулинецькому замку була організована ветеринарна лікарня в якій доглядали поранених, і хворих коней. Після утвердження радянської влади, залишки муру та веж влада внесла в реєстр пам'яток архітектури, але поселенців звідти не виганяла. Зі слів доньки графської служниці, пані Стефанії, її матері було запропоновано працювати сторожем у замку. Як житло напівзруйнований замок використовується до сих пір. Ніяких робіт по реставрації не велося. Проте до 900-ї річниці Микулинців проектний інститут «Укрпроектреставрація» (місто Львів) виготовив документацію на відновлення замку.
У національному заповіднику «Замки Тернопілля» заявили про намір оновити зовнішній вигляд та інтер'єр багатьох пам'яток до чемпіонату «Євро-2012». Це стосується, зокрема, і Микулинецького замку. Зважаючи на вигідне розміщення замку, львівські і тернопільські архітектори розробили проектні пропозиції щодо його пристосування під готельно-туристичний комплекс. Передбачено консервацію і реставрацію збережених елементів пам'ятки, а також відновлення втрачених об'єктів.

## Легенда замку
Існує легенда, що з XIX — початку XX ст. в Микулинецькому замку оселилися привиди. Колись у підвалі під квартирами сучасних мешканців фортеці жив коваль. У нього була дочка, яка народила позашлюбну дитину. Батьки не могли змиритися з такою ганьбою і дуже дорікали їй. Жінка не витримала, захворіла і померла, залишивши немовля сиротою. Як неодружену, її поховали за звичаєм у білій сукні, а потім люди неодноразово бачили молоду дівчину в білому, яка заглядала у вікна нижніх поверхів замку.

## Туристичні об'єкти Микулинців

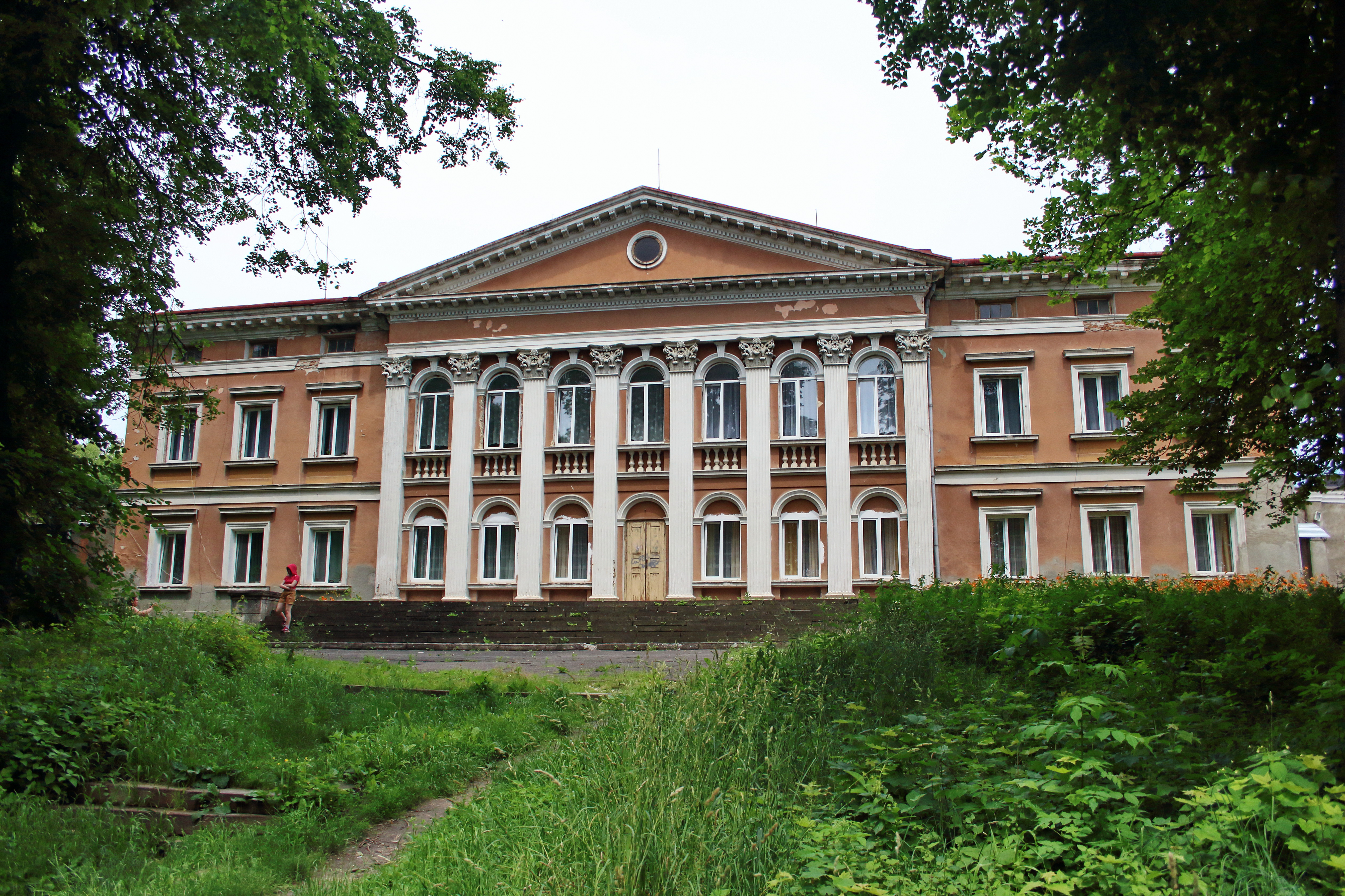
Палац графів Реїв, парковий фасад

Маємо ганебну недооцінку Микулинець як цікавого комплексу архітектурних споруд різних століть. До них належать:
- Микулинецький замок (1550-ті, 1640-ві рр.);
- Палац графів Реїв (перебудови в стилі ампір за Яна Конопки) та пейзажний парк (сім гектарів);
- Троїцький костел 1761—1779 рр., бароко

Обережне відновлення Микулинецького замку могло би слугувати готелем для туристів, в літні дні — кемпінгом чи наметовим містечком.
При наявності готелю чи літнього кемпінгу Микулинці вже сьогодні можуть стати туристичним об'єктом.